# Ulica Solna w Poznaniu
Ulica Solna – dwujezdniowa ulica o długości 2163 metrów, w centrum Poznania, pomiędzy Placem Wielkopolskim i Działową, a Alejami Niepodległości.

## Historia

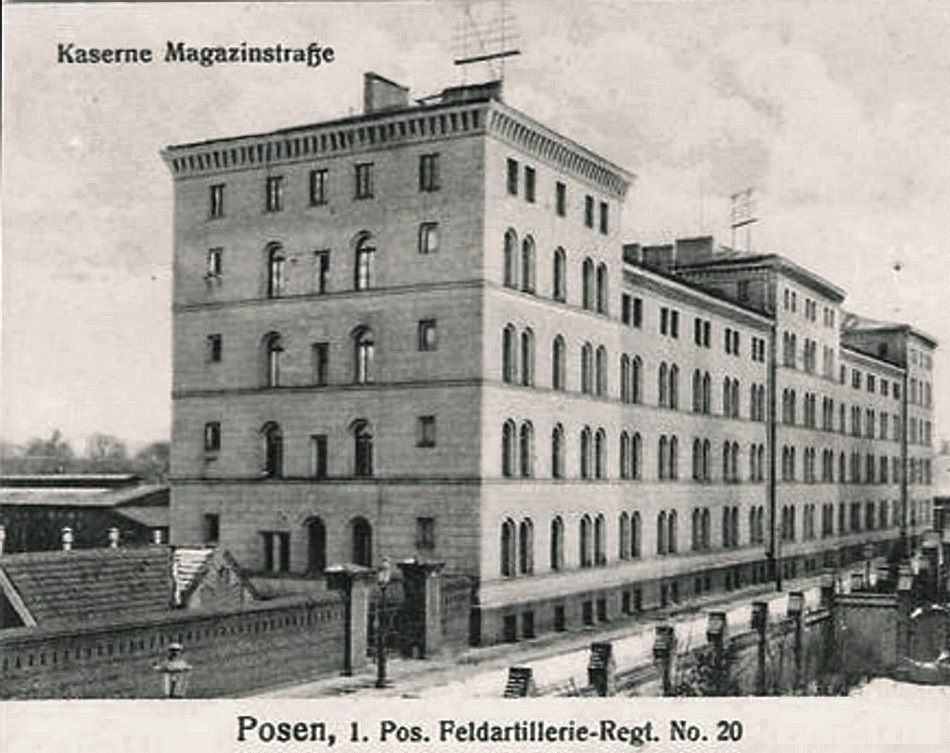
Koszary przy ulicy w 1913

Powstała, jako ul. Magazynowa w końcu XVIII wieku, częściowo na terenie przedmieścia Glinki (była wtedy umieszczona na planie miasta autorstwa Davida Gilly’ego). W okresie zaboru pruskiego przy trakcie znajdowały się magazyny wojskowe i spichlerze (m.in. Królewski Magazyn Zboża i Mąki). Spichlerz z epoki napoleońskiej istniał do II wojny światowej.
W 1899 ulicę podzielono na dwie części, rozdzielone ulicą Młyńską. Odcinek zachodni zachował nazwę Magazynowej (niem. Magazinstrasse), natomiast wschodni nazwano ulicą Seeckta (niem. Seecktstrasse). Polacy żartobliwie nazywali ten fragment Sekciarską. Po 1828 prusacy wznieśli tu okazałe budynki, m.in. gmach Dowództwa V Korpusu Armijnego.
Po odzyskaniu niepodległości przez Polskę, od 16 czerwca 1919 ulica Magazynowa stała się Solną (od rządowych magazynów solnych, które stały w miejscu gmachu sądowego), natomiast wschodni odcinek uzyskał nazwę Antoniego Babińskiego. Ulica tworzyła dawniej część placu Działowego, gdzie Babiński został stracony przez Niemców. Patronował on swojemu odcinkowi w latach 1919 – 1950. Po 1950 cała ulica zyskała nazwę Solnej.
W 1973 przebudowano ją (wraz z Wolnicą i Małymi Garbarami) do obecnej, dwupasmowej formy. Spowodowało to nieodwracalne straty w tkance poznańskiego Starego Miasta, m.in. poprzez odcięcie Wzgórza św. Wojciecha (dalszy odcinek odciął też Chwaliszewo i podzielił Ostrów Tumski, co było efektem antykościelnej polityki władz komunistycznych). Wytyczenie tej trasy spowodowało chaos urbanistyczny, dzieląc podwórka, pierzeje i odsłaniając tyły kamienic.
W latach 2005–2008 powstał gmach prokuratur, a przy nim, w 2010, odsłonięto pomnik Adwokatów Czerwca ’56.

## Obiekty
Przy ul. Solnej znajdują się lub znajdowały m.in. (od zachodu):
- budynek siedziby dawnego powiatu poznańskiego wschodniego,
- hotel Ikar,
- Poznańska Ogólnokształcąca Szkoła Muzyczna 2. Stopnia (zbudowana w 1972[5]),
- Wojewódzki Sztab Wojskowy,
- gmach prokuratur,
- pomnik Adwokatów Czerwca ’56,
- Areszt Śledczy w Poznaniu,
- dom nr 1 (murowany, pierwsza ćwierć XX wieku)[7],
- dawny gmach Dowództwa V Korpusu Armijnego w Poznaniu (zachowana tylko oficyna),
- nieistniejący pomnik Wilhelma I,
- Ogród Jordanowski nr 1.

## Galeria

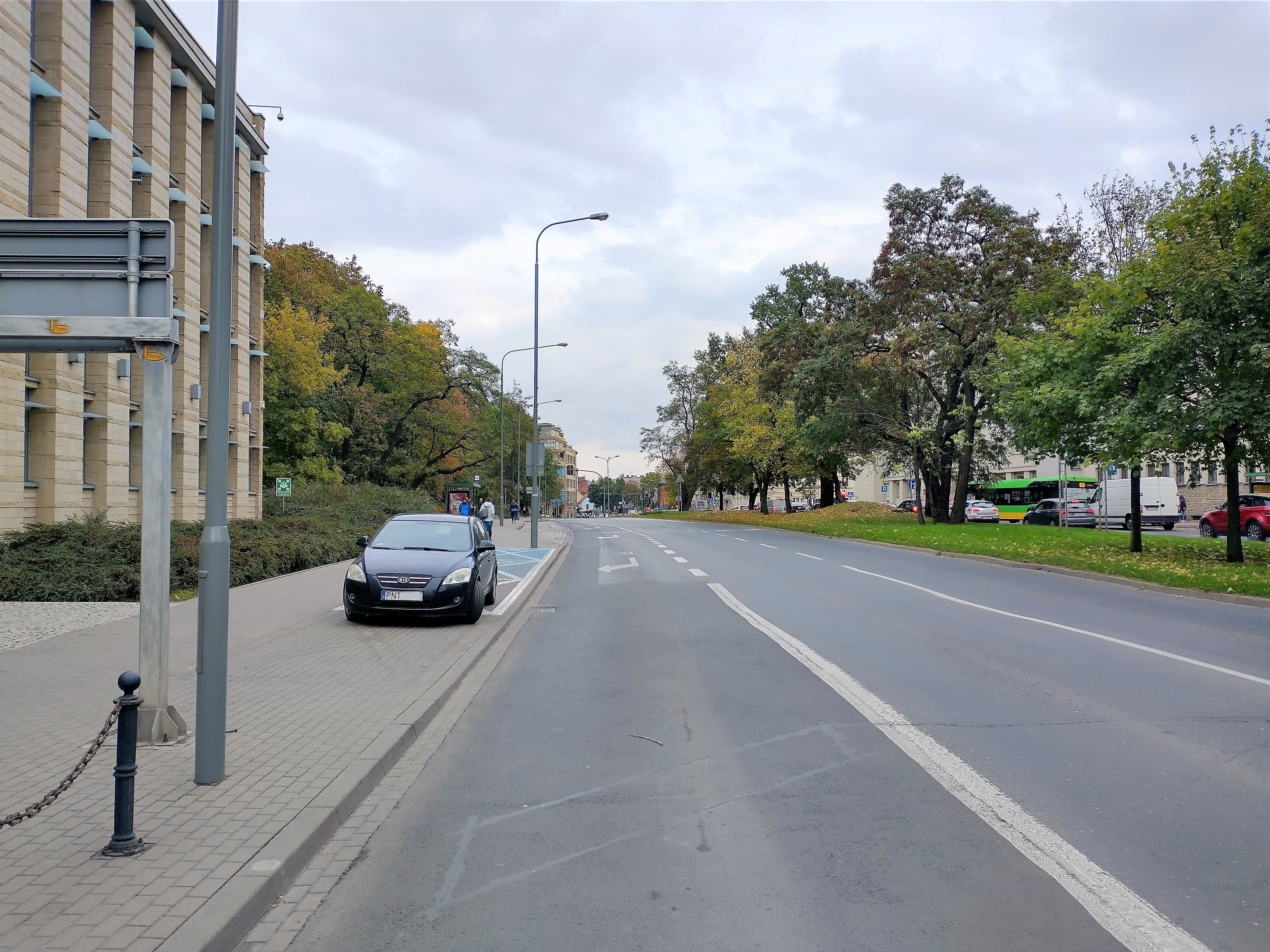
Odcinek przy gmachu prokuratur
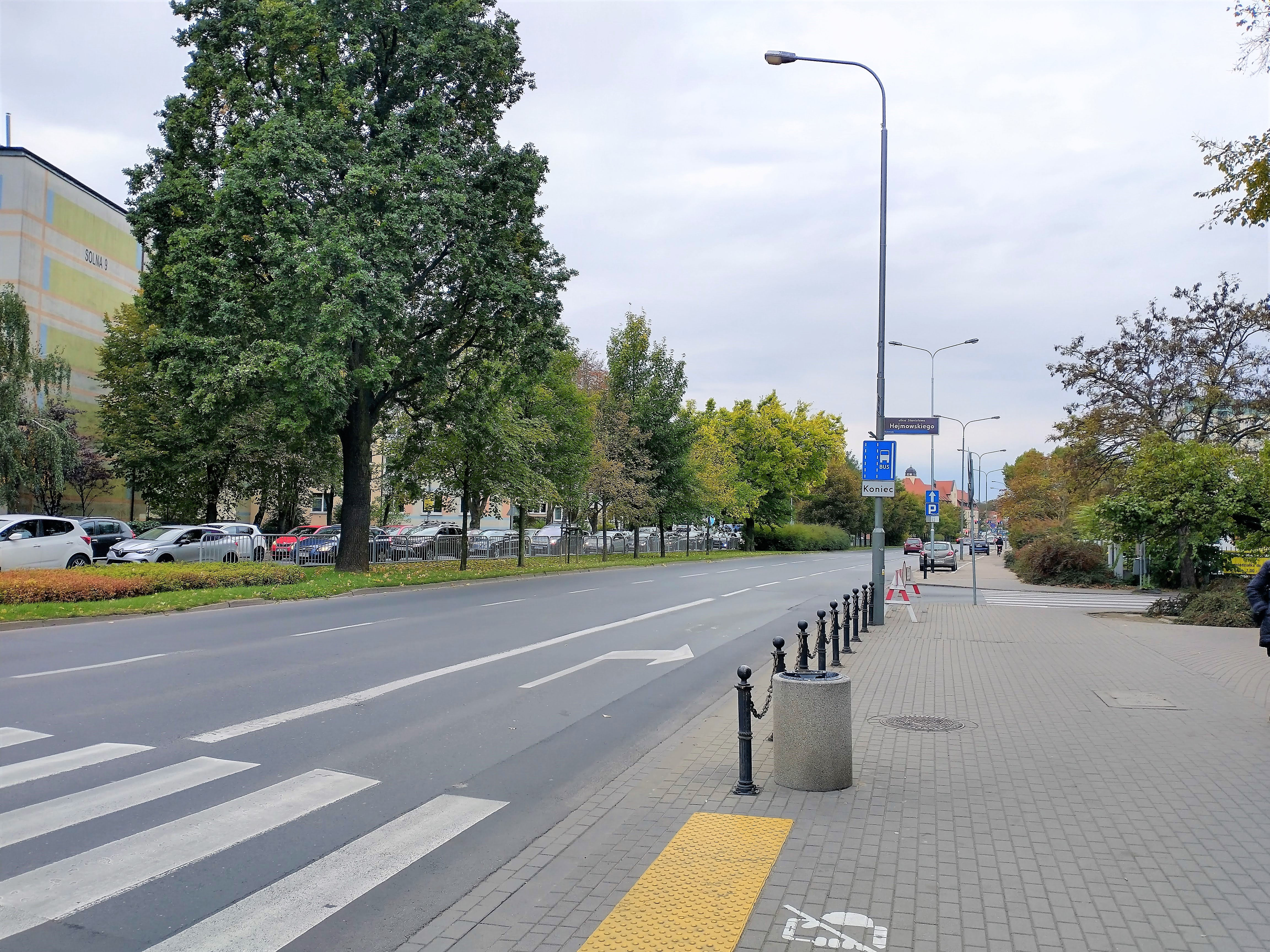
Widok ku zachodowi
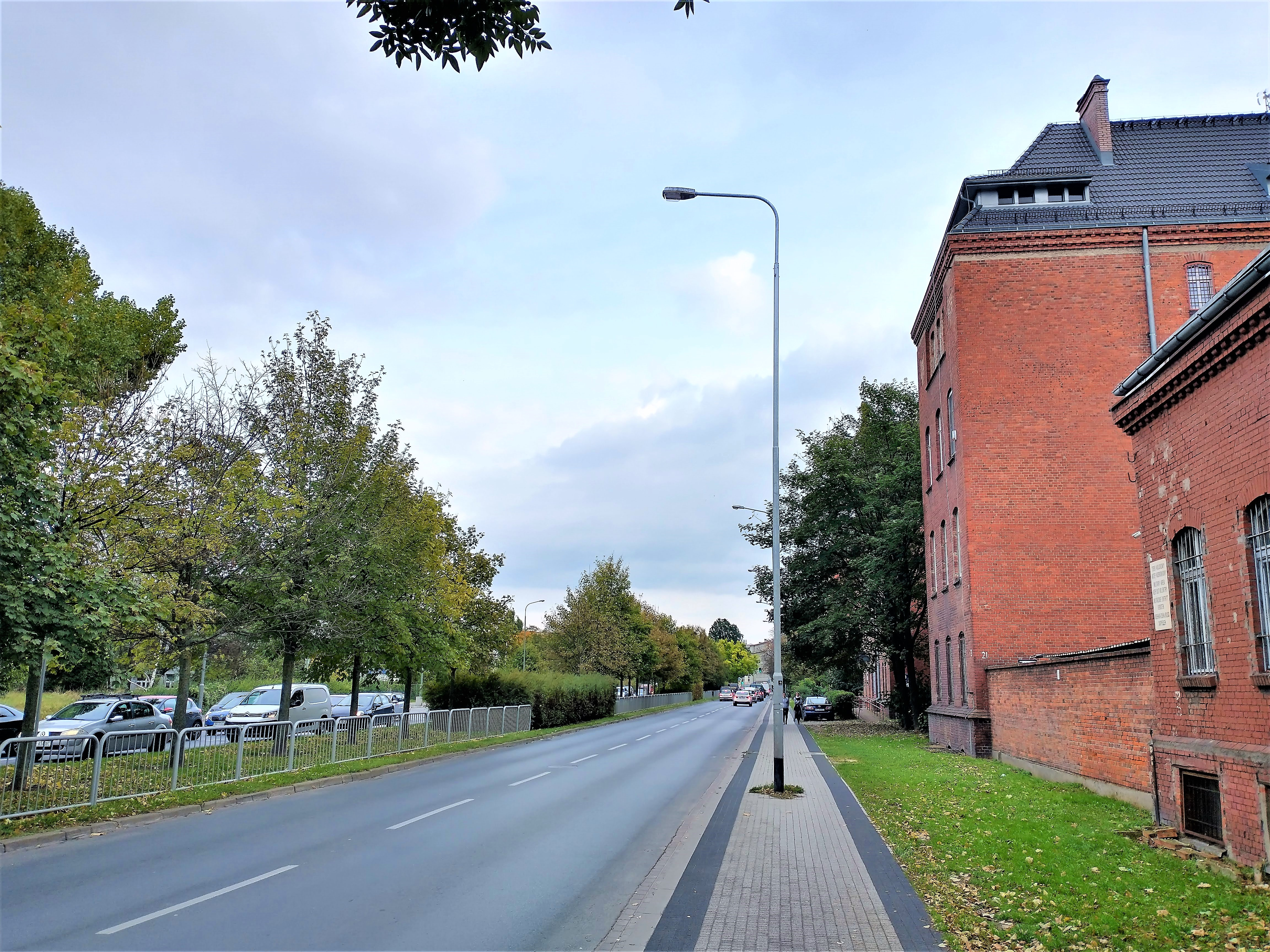
Wojewódzki Sztab Wojskowy